# Vilna Ukraiina, Kahovka
Vilna Ukraiina (în ucraineană Вільна Україна) este un sat în comuna Arhanhelska Sloboda din raionul Kahovka, regiunea Herson, Ucraina.

## Demografie
Componența lingvistică a localității Vilna Ukraiina
     Ucraineană (97,2%)
     Rusă (2,48%)
     Alte limbi (0,31%)
Conform recensământului din 2001, majoritatea populației localității Vilna Ukraiina era vorbitoare de ucraineană (97,2%), existând în minoritate și vorbitori de rusă (2,48%).